# Sepia shazae
Sepia shazae is een inktvissensoort uit de familie van de Sepiidae. De wetenschappelijke naam van de soort werd voor het eerst geldig gepubliceerd in 2018 door Lipinski & Leslie.